# ديفيد ويد
ديفيد ويد (بالإنجليزية: David Wade)‏ هو سياسي أسترالي، ولد في 9 مارس 1950. حزبياً، نشط في حزب أستراليا الليبرالي (فرع جنوب أستراليا) ‏. في 1993 South Australian state election ‏، انتخب عضو مجلس النواب جنوب أستراليا من الجمعية عن دائرة Electoral district of Elder ‏ وقد انضم خلال فترته النيابية ‏ (11 ديسمبر 1993 – 11 أكتوبر 1997) للكتلة البرلمانية حزب أستراليا الليبرالي (فرع جنوب أستراليا) ‏.